# Liste der Singles in der Harlem Hit Parade 1943
Die Liste der Singles in der Harlem Hit Parade 1943 enthält alle Songs von Singles, die im Kalenderjahr 1943 in der entsprechenden Kategorie von Billboard gelistet wurden. Aus der Harlem Hit Parade ging die spätere Billboard Rhythm & Blues Chart hervor.

## Hintergrund
Seit den frühen 1940er Jahren war der Markt für sogenannte Race Records (also Platten afroamerikanischer Musiker für ein afroamerikanisches Publikum) so gewachsen, dass Billboard daran interessiert war, deren Umsatz zu messen. „Race Music“ war ein Begriff, der bereits seit den 1920er-Jahren von der Plattenindustrie verwendet wurde.
Verkaufs-Chart für Race Records wurden seit Oktober 1942 von Billboard als Harlem Hit Parade ermittelt. Die wöchentlichen Verkäufe wurde zuerst in einer nicht näher definierten Auswahl der „beliebtesten Plattenläden“ im New Yorker Stadtteil Harlem (der stark afroamerikanisch geprägt war) in einer informellen Umfrage erhoben. Im Juni 1949 wurde der Begriff Race in den Chartlisten ersetzt durch „Rhythm and Blues“.
Die erfolgreichsten afroamerikanischen Künstler, dessen Aufnahmen auf Major Labels erschienen, waren Ella Fitzgerald, die Ink Spots, die Mills Brothers und das Trio von Nat Cole, die mit ihrem weichen Klang ihrer Musik auch einem weißen Publikum gefielen. Louis Jordan, der häufig als der „Vater des Ryhthm & Blues“ angesehen wird, schaffte es mit Hits wie „G.I. Jive“ und „Is You Is, Or Is You Ain’t (Ma’ Baby)“ auch in die allgemeinen Pop-Charts und trat in Hollywood-Filmen auf. „Jordan demonstrierte, dass es einen Markt für stilistisch ausdrücklich schwarze Musik gab“, dass sowohl ein weißes wie ein schwarzes Publikum ansprach. So war (neben „Five Guys Named Moe“ und „Ration Blues“) „What’s the Use of Getting Sober“ auch einer der größten und beständigsten Erfolgstitel in der Harlem Hit Parade. Im Jahr 1943 platzierten sich insgesamt 70 Songs.

## Statistik
| Label     | Anzahl Titel | Interpreten |
| --------- | ------------ | --- |
| Bluebird  | 9            | Barney Bigard, Billy Eckstine, Erskine Hawkins, The Four Vagabonds, Earl Hines, The King Cole Trio, Jimmy Mitchelle, Avery Parrish, The Southern Sons, Tampa Red |
| Brunswick | 1            | Jacques Renard |
| Capitol   | 7            | Ceelle Burke, The King Cole Trio, Lady Day, Skip Layton, Ella Mae Morse, Freddie Slack, Paul Whiteman, Dick Walters |
| Columbia  | 9            | Count Basie, Xavier Cugat, Helen Forrest, Benny Goodman, Harry James, Peggy Lee, James Rushing, Frank Sinatra |
| Decca     | 33           | The Andrews Sisters, Trevor Bacon, Charlie Barnet, Bea Booze, Chester Boone, Boone's Jumping Jacks, Bing Crosby, Jimmy Dorsey, Bob Eberly, Warren Evans, Ella Fitzgerald, Lionel Hampton, Dick Haymes, Albert Hibbler, Peanuts Holland, The Ink Spots, Buddy Johnson, Louis Jordan, The Ken Darby Singers, Andy Kirk, Jay McShann, Lucky Millinder, The Mills Brothers, Helen O’Connell, June Richmond, Vic Schoen, The Song Spinners, John Scott Trotter, Frances Wayne, Beverley White, Sonny Boy Williams |
| Okeh      | 1            | Al Dexter |
| Savoy     | 1            | The Bunny Banks Trio, Bonnie Davis |
| Victor    | 9            | Tommy Dorsey, Duke Ellington, Johnny Hodges, Glenn Miller, Ray Nance, The Pied Pipers, Dinah Shore, Frank Sinatra, Paul Wetstein |

## Tabelle
| Interpret                                                                                         | Titel Autor(en) | Charteinstieg | Wochen | HP | Labelnummer      | Bemerkungen |
| ------------------------------------------------------------------------------------------------- | --- | ------------- | ------ | -- | ---------------- | --- |
| Charlie Barnet & his Orchestra                                                                    | Things Ain't What They Used to Be Duke Ellington                                                                           | 24.04.1943    | 3      | 8  | Decca 18 507     | |
| Charlie Barnet & his Orchestra                                                                    | Washington Whirligig Andy Gibson                                                                                           | 22.05.1943    | 3      | 4  | Decca 18 574     | A-Seite von Oh! Miss Jaxson, einem Ellington-Song, mit dem Barnets Orchester 1943 in der Harlem Hit Parade ebenfalls erfolgreich war. |
| Charlie Barnet & his Orchestra, Vocal Chorus by Frances Wayne                                     | That Old Black Magic Johnny Mercer, Harold Arlen                                                                           | 13.02.1943    | 8      | 2  | Decca 18 541     | „Charlie Barnet, der hervorragend Tenor, Alt und Sopran spielte (und in den 40er Jahren praktisch der einzige moderne Solist bei letzteren)“, zu hören in Titeln wie Shady Lady, Smiles, That Old Black Magic, Oh! Miss Jaxson, Things Ain't What They Used to Be und The Moose (1942).                                                                                |
| Charlie Barnet & his Orchestra, Vocal Chorus by Peanuts Holland                                   | Oh! Miss Jaxson Duke Ellington                                                                                             | 05.06.1943    | 12     | 3  | Decca 18 547     | Bandvokalist war Peanuts Holland. Die Ellington-Nummer Oh! Miss Jaxon war die B-Seite von Washington Whirligig, ein Song der 1943 ebenfalls in die Harlem Hit Parade kam. |
| Count Basie & his Orchestra, Vocal Chorus by James Rushing                                        | Rusty Dusty Blues J. Mayo Williams                                                                                         | 22.05.1943    | 6      | 4  | Columbia 56 675  | Rusty Dusty Blues (mit Jimmy Rushing, Gesang) war auf der B-Seite von All of Me. |
| Barney Bigard & his Orchestra                                                                     | "C" Blues Duke Ellington                                                                                                   | 09.01.1943    | 1      | 10 | Bluebird 11 581  | Mit Musikern des Duke Ellington Orchestra (An Ellington Unit) nahm Bigard unter eigenem Namen die Ellington-Komposition auf, die später als C Jam Blues bekannt wurde. |
| Boone's Jumping Jacks, Vocal Chorus by Chester Boone                                              | Please Be Careful (If You Can't Be Good) William Campbell                                                                  | 22.05.1943    | 3      | 4  | Decca 8644       | Eine Musikgruppe aus Harlem um den Sänger Chester Boone. |
| Bea Booze                                                                                         | See See Rider Blues Ma Rainey                                                                                              | 16.01.1943    | 20     | 1  | Decca 8633       | Ein Song, der inzwischen als C. C. Rider bekannt, zu den Blues- und Jazzstandards gehört und sich zu einem der am häufigsten aufgenommenen Bluessongs entwickelte. |
| The Bunny Banks Trio, Vocal Chorus by Bonnie Davis                                                | Don't Stop Now William Campbell                                                                                            | 30.01.1943    | 12     | 1  | Savoy 101        | „Das einzige „Indie“ [=Independent] Label in den Charts war Savoy mit Don't Stop Now vom Bunny Banks Trio.“ |
| Ceelle Burke & his Orchestra with the Three Shades & the Four Dreamers                            | From Twilight ’till Dawn Leon René                                                                                         | 28.08.1943    | 19     | 4  | Capitol 135      | Der Gitarrist Ceelle Burke (eigentlich Cecil Louis Burke) leitete ein Studio-Orchester, mit dem er in dieser Zeit auch mit Ivie Anderson (Mexico Joe) arbeitete. |
| Bing Crosby with Ken Darby Singers                                                                | Sunday, Monday Or Always Johnny Burke, Jimmy Van Heusen                                                                    | 11.09.1943    | 8      | 3  | Decca 18 561     | Version aus dem Film Dixie. |
| Bing Crosby with the Ken Darby Singers & John Scott Trotter & his Orchestra                       | White Christmas (From Paramount Picture "Holiday Inn") Irving Berlin                                                       | 26.12.1942    | 3      | 1  | Decca 18 429     | Ein Nummer-eins-Hit in den Billboard-Charts, war Crosbys Weihnachtslied auch in der Harlem Hit Parade vertreten. |
| Bing Crosby & The Andrews Sisters with Vic Schoen & his Orchestra                                 | Pistol Packin' Mama Al Dexter                                                                                              | 06.11.1943    | 6      | 3  | Decca 23 777     | Die Version des Songs von Bing Crosby und den Andrews Sisters war auch in den Juke Box Folk Records Charts des Billboard erfolgreich. |
| Xavier Cugat & his Waldorf-Astoria Orchestra                                                      | Brazil (Aquarela do Brasil) Bob Russell, Ary Barroso                                                                       | 17.04.1943    | 1      | 9  | Columbia 36 651  | Der Titel Aquarela do Brasil, für Araci Cortes 1939 geschrieben, war in den USA in den Versionen von Xavier Cugat, Morton Gould, Ray Conniff, Tommy & Jimmy Dorsey, Bing Crosby und Frank Sinatra populär. |
| Al Dexter                                                                                         | Pistol Packin’ Mama Al Dexter                                                                                              | 06.11.1943    | 3      | 5  | Okeh 6708        | „Lay that pistol down, babe, lay that pistol down. Pistol Packin' Mama, lay that pistol down.“ Al Dexters eigene Version des Songs erzielte überall dort, wo Platten gespielt und verkauft wurden, einen sofortigen Erfolg. |
| Jimmy Dorsey & his Orchestra, Vocal Chorus by Bob Eberly & Helen O'Connell                        | Brazil (Aquarela do Brasil) Ary Barroso, S. K. Russell                                                                     | 03.04.1943    | 1      | 8  | Decca 18 460     | |
| Tommy Dorsey & his Orchestra                                                                      | Boogie Woogie Pinetop Smith                                                                                                | 17.07.1943    | 6      | 6  | Victor 26 054    | Durch die Neuauflage von Dorseys Millionenhit von 1938 (#3) kam Boogie Woogie erstmals in die Billbord-Pop-Charts; den Boogie Woogie Klassiker hatte Dean Kinkaide für Orchester arrangiert und „trifft genau den leichten Swing, der Pinetops Spiel auszeichnet – und der manchem seiner schwerfälligen Nachfolger abging.“                                           |
| Tommy Dorsey & his Orchestra, Vocal Refrain by Frank Sinatra                                      | In the Blue of the Evening Johnny Burke, Jimmy Van Heusen                                                                  | 10.07.1943    | 1      | 10 | Victor 20-1530   | B-Seite von It's Always You. Komponist Alfonso D’Artega machte mit seiner Tanzband In the Blue of Evening bekannt. Auch Peggy Mann, Vaughn Monroe und Skip Nelson coverten 1943 diesen Song, doch nur Dorsey & Sinatra kamen mit ihm in die Pop-Charts. |
| Tommy Dorsey & his Orchestra, Vocal Refrain by Frank Sinatra & the Pied Pipers                    | It Started All Over Again Bill Carey, Carl Fischer                                                                         | 30.01.1943    | 13     | 2  | Victor 20-1522   | It Started All Over Again war „die Geburtsstunde eines Evergreens mit der zweitletzten Aufnahme-Session Sinatras mit Dorsey.“ Das Lied war nur in dieser Version in den Charts; in späteren Jahren wurde er auch von Patti Page und Jo Stafford gecovert. |
| Tommy Dorsey & his Orchestra, Vocal Refrain by Frank Sinatra & the Pied Pipers                    | There Are Such Things Adams-Baer-Meyer                                                                                     | 26.12.1942    | 12     | 2  | Victor 27 974    | Auch Dinah Shore, Dennis Day, Billy Eckstine, Joe Marsala (mit Adele Girard) und The Modernaires nahmen den Song 1942 auf. |
| Duke Ellington & his Famous Orchestra                                                             | Don't Get Around Much Anymore (Never No Lament) Duke Ellington                                                             | 08.05.1943    | 24     | 1  | Victor 28 610    | Zwei unterschiedliche Versionen von Don’t Get Around Much Anymore, zum einen von den Ink Spots und zum anderen von Ellington mit seinem Orchester, erreichten jeweils Platz 1 der Rhythm-and-Blues-Charts im Jahr 1943. Auch Glen Grays Casa Loma Orchestra erreichte im selben Jahr mit einer Aufnahme die Billboard-Charts, gesungen von Kenny Sargent.              |
| Duke Ellington & his Famous Orchestra, Alto Sax Solo by Johnny Hodges                             | Sentimental Lady Duke Ellington                                                                                            | 04.09.1943    | 17     | 1  | Victor 20-1528   | Sentimental Lady baute auf einer früheren Komposition Ellingtons auf, I Didn't Know About You. |
| Duke Ellington & his Famous Orchestra, Vocal Refrain by Ray Nance                                 | A Slip of the Lip (Can Sink a Ship)                                                                                        | 28.08.1943    | 15     | 1  | Victor 20-1528   | Ein Song der Kriegszeit war A Slip of the Lip vom Juli 1942, gesungen von Ray Nance, dessen Text davor warnt, zu offen zu sprechen, da auch der Feind mithören könnte (Shhh, don't talk to much / Cause a slip of the lip might sink a ship). |
| Ella Fitzgerald & the Keys                                                                        | My Heart and I Decided Walter Donaldson                                                                                    | 15.05.1943    | 1      | 6  | Decca 18 530     | Mit Ernie Hatfield (Gesang), Slim Furness (Gesang, Gitarre), Bill Furness (Gesang, Piano) und Peck Furness (Gesang, Bass). |
| The Four Vagabonds                                                                                | It Can't Be Wrong (From Warner Bros. Film "Now Voyager") Harold Adamson, Jimmy McHugh                                      | 17.07.1943    | 11     | 3  | Bluebird 30-0815 | Die Four Vagabonds waren ein Gesangsquartett in der Tradition der Mills Brothers; mit der Jazz-beeinflussten Ballade It Can't Be Wrong schafften sie ihren größten Hit. |
| Benny Goodman & his Orchestra, Vocal Chorus by Helen Forrest                                      | Taking a Chance on Love (From "Cabin in the Sky") John Latouche, Vernon Duke                                               | 19.06.1943    | 2      | 10 | Columbia 35 869  | Lil Green nahm den Song 1941 als erste auf; Peggy Lee und Benny Goodman stellten ihn in dem Filmmusical Stage Door Canteen vor – ein Song, der von da an eng mit der Sängerin verbunden blieb. Das Aufnahmeverbot verhinderte weitere Versionen; der Song war jedoch in dieser Zeit im Repertoire von Bobby Sherwood, Bunny Banks und Benny Carter.                    |
| Benny Goodman & his Orchestra, Vocal Chorus by Peggy Lee                                          | Why Don't You Do Right Joe McCoy                                                                                           | 13.02.1943    | 5      | 4  | Columbia 36 652  | Lil Green nahm den Song 1941 als erste auf; Peggy Lee und Benny Goodman stellten ihn in dem Filmmusical Stage Door Canteen vor – ein Song, der von da an eng mit der Sängerin verbunden blieb. Das Aufnahmeverbot verhinderte weitere Versionen; der Song war jedoch in dieser Zeit im Repertoire von Bobby Sherwood, Bunny Banks und Benny Carter.                    |
| Lionel Hampton & his Orchestra                                                                    | Flying Home Benny Goodman, Lionel Hampton                                                                                  | 01.05.1943    | 5      | 3  | Decca 18 394     | Solist bei dieser Aufnahme war Illinois Jacquet. |
| Erskine Hawkins (the Twentieth Century Gabriel) & his Orchestra                                   | Bicycle Bounce Sammy Lowe                                                                                                  | 26.12.1942    | 3      | 5  | Bluebird 11 432  | Mit Hits wie Bicycle Bounce hatte Erskine Hawkins Einfluss auf den jungen Ray Charles. Der Song war die B-Seite von Jumpin' in a Julep Joint. |
| Erskine Hawkins (the Twentieth Century Gabriel) & his Orchestra feat. Avery Parrish at the Piano  | After Hours Avery Parrish                                                                                                  | 18.09.1943    | 1      | 9  | Bluebird 10 879  | After Hours war ein großer Hit des Erskine-Hawkins-Orchesters, mit dem Pianisten Avery Parish (später Ace Harris). |
| Erskine Hawkins (the Twentieth Century Gabriel) & his Orchestra, Vocal Refrain by Jimmy Mitchelle | Don't Cry Baby Saul Bernie, James P. Johnson, Besie Unger                                                                  | 31.07.1943    | 22     | 1  | Bluebird 30-0813 | Im Original wurde der Song 1929 von Bessie Smith aufgenommen. Don't Cry Baby war 1943 der erfolgreichste Titel in der Harlem Hit Parade; er gelang auch auf #15 der Billboard-Pop-Charts. |
| Dick Haymes & the Song Spinners                                                                   | I Heard You Cried Last Night (And So Did I) Jerrie Kruger, Ted Grouya                                                      | 16.10.1943    | 1      | 8  | Decca 18558      | Auch Harry James (mit Helen Forrest nahm den Song auf. |
| Dick Haymes & the Song Spinners                                                                   | It Can't Be Wrong (From Warner Bros. Picture "Now Voyager") Max Steiner, Kim Gannon                                        | 26.06.1943    | 10     | 2  | Decca 18557      | B-Seite zu In My Arms, Version des Stückes aus der Warner-Bros.-Produktion Reise aus der Vergangenheit. It Can’t Be Wrong war einer der zahlreichen Vokalnummern dieses Jahres; streikbedingt wurde der Sänger von dem Vokalensemble The Song Spinners begleitet. |
| Dick Haymes & the Song Spinners                                                                   | You’ll Never Know (From 20th Century-Fox Picture "Hello, Frisco, Hello") Harry Warren, Mack Gordon                         | 10.07.1943    | 16     | 1  | Decca 18 556     | Version des Stückes aus der 20th Century-Fox-Produktion Hello, Frisco, Hello. |
| Earl Hines & his Orchestra, Vocal Refrain by Billy Eckstine                                       | Stormy Monday Blues Eckstein-Crowder-Hines                                                                                 | 26.12.1942    | 5      | 6  | Bluebird 11 567  | Der Song war ein Hit für Earl Hines and His Orchestra und erreichte #1 in der Harlem Hit Parade, was ihn zu Hines’ einzigem Auftritt in den Charts machte. Das Lied wurde manchmal mit T-Bone Walkers Lied Call It Stormy Monday (But Tuesday Is Just As Bad) (1945) verwechselt, wenn es häufig zu Stormy Monday oder Stormy Monday Blues abgekürzt wird.             |
| The Ink Spots                                                                                     | Don’t Get Around Much Anymore Duke Ellington, Bob Russell                                                                  | 26.12.1942    | 25     | 1  | Decca 18 503     | Der Ellington-Song, auf der Decca-Schellackplatte die B-Seite von Street of Dreams (von Sam M. Lewis, Victor Young), war mit Beginn der Charts bis weit ins Jahr 1943 zu einem der langlebigsten Hits der Harlem Hit Parade. |
| The Ink Spots                                                                                     | I Can't Stand Losing You Bill Kenny                                                                                        | 17.04.1943    | 16     | 1  | Decca 18 542     | Bill Kenny hatte den Song bereits während seiner Zeit auf der Highschool geschrieben; die Aufnahme entstand 1940. I Can't Stand Losing You war der zweite Nummer-eins-Hit der Ink Spots. |
| The Ink Spots                                                                                     | If I Cared a Little Bit Less (And You Cared a Little Bit More) Berkeley Graham, Carley Mills                               | 16.01.1943    | 1      | 10 | Decca 18 528     | Als der Aufnahmestreik von August 1942 bis September 1943 neue Aufnahmen verhinderte, platzierten sich die Ink Spots dennoch in den US-Charts mit Songs wie Every Night After This Time, Don't Get Around Much Anymore, If I Cared a Little Bit Less und I'll Never Make the Same Mistake Again.                                                                       |
| Harry James & his Orchestra                                                                       | Flash Harry James | 24.07.1943    | 1      | 10 | Columbia 35 587  | Die Aufnahme stammt vom 8. November 1939. |
| Harry James & his Orchestra                                                                       | Velvet Moon Eddie Delange, Josef Myrow                                                                                     | 08.05.1943    | 6      | 5  | Columbia 36 672  | Velvet Moon wurde noch kurz vor dem Recording ban eingespielt. Auch das Chico Marx Orchestra (u. a. mit Marty Marsala, Marty Napoleon, Barney Kessel, Mel Tormé und Skip Nelson) spielte ihn. |
| Harry James & his Orchestra, Vocal Chorus by Frank Sinatra                                        | All Or Nothing at All Jack Lawrence, Arthur Altman                                                                         | 17.07.1943    | 2      | 8  | Columbia 35 587  | Nach Frank Sinatras erstem großen Hit, All or Nothing at All, verfolgten der Sänger und sein bisheriger Bandleader dann getrennte Karrieren im Hall of Fame-Kaliber. |
| Harry James & his Orchestra, Vocal Chorus by Helen Forrest                                        | I Had The Craziest Dream (From "Springtime in the Rockies") Mack Gordon, Harry Warren                                      | 30.01.1943    | 7      | 4  | Columbia 36 659  | Aus der 20th Century Fox-Produktion Springtime in the Rockies. Im Sommer 1942, kurz vor dem Recording ban, nahmen James und Forrest die Ballade für Irving Cummings’ Filmmusical Frühlingserwachen auf. Der Song wurde 1943 auch von Gene Krupa & Ray Eberle, Tmmy Dorsey und Herman Chittison gespielt.                                                               |
| Harry James & his Orchestra, Vocal Chorus by Helen Forrest                                        | I've Heard That Song Before (From "Youth On Parade") Jule Styne, Sammy Cahn                                                | 06.02.1943    | 10     | 1  | Columbia 30 688  | Version des Stückes aus der Republic-Produktion Youth on Parade. Der Erfolgstitel wurde 1943 auch von Kay Kyser, Tommy Dorsey, Benny Carter, Bob Chester, Freddy Slack, in England von The Squadronaires gespielt. |
| Buddy Johnson & his Band                                                                          | Let's Beat Out Some Love Mike Jackson                                                                                      | 06.02.1943    | 24     | 2  | Decca 8647       | Buddy Johnson sang selbst seinen ersten Charterfolg Let's Beat Out Some Love, dem 1944 ein noch größerer Hit mit When a Man Comes Home folgte. |
| Buddy Johnson & his Band, Vocal Chorus by Warren Evans                                            | Baby, Don't You Cry Buddy Johnson & Ned Washington                                                                         | 03.04.1943    | 8      | 3  | Decca 8632       | Bandsänger war Warren Evans. Johnson wendet bei Baby, Don't You Cry die [spätere] Soulballadenformel an, bei dem Ella Johnson die Sängerin war. |
| Louis Jordan & his Tympany Five                                                                   | Five Guys Named Moe Louis Jordan, Larry Wynn & Jerry Bresler)                                                              | 04.09.1943    | 10     | 3  | Decca 8653       | 1943 entstand unter der Regie von John C. Graham und produziert von William Forrest Crouch auch ein gleichnamiges Soundie mit Louis Jordan und seiner Band. |
| Louis Jordan & his Tympany Five                                                                   | Ration Blues Louis Jordan, Antonio Cosie, Collenane Clark                                                                  | 18.12.1943    | 2      | 2  | Decca 8654       | „1944 konnte der Einfluss des Zweiten Weltkriegs in Liedern wie Ration Blues von Louis Jordan nachgewiesen werden.“ Jordans Songs hieß ursprünglich Mop! Mop!. |
| Louis Jordan & his Tympany Five                                                                   | That’ll Just About Knock Me Out Louis Jordan, Casey Bill Weldon                                                            | 23.10.1943    | 1      | 8  | Decca 8653       | „Bei 'That'll Just' bout Knock Me Out' versucht er offensichtlich sein Bestes, um eine banale Melodie mit schlecht gereimten Texten auf ein Niveau zu bringen, das es nicht verdient hat - sein Alt[saxophon]spiel hier ist voller Anstrengung.“, schrieb John Chilton.                                                                                                |
| Louis Jordan & his Tympany Five                                                                   | The Chicks I Pick Are Slender and Tender and Tall Mike Jackson                                                             | 30.01.1943    | 1      | 10 | Decca 8645       | B-Seite von Jordans Erfolgs-Single What's The Use of Getting Sober (When You Gonna Get Drunk Again). |
| Louis Jordan & his Tympany Five                                                                   | What's the Use of Getting Sober (When You Gonna Get Drunk Again) (Novelty Blues Vocal Chorus by Louis Jordan) Bubsy Meyers | 26.12.1942    | 8      | 1  | Decca 8645       | Mit dem Novelty Song war Jordan bis in das Jahr 1943 in der Harlem Hit Parade vertreten. „Oh Sam done something fine / When he bought that good whiskey, beer and wine / I love my whiskey and I love my gin / Every time you see me I'm in my sin / So what's the use of getting sober / When you're gonna get drunk again“, so Jordans Reflexionen zum Alkoholismus. |
| The King Cole Trio                                                                                | All for You Robert Scherman                                                                                                | 06.11.1943    | 8      | 1  | Capitol 139      | |
| The King Cole Trio                                                                                | That Ain't Right Nat King Cole                                                                                             | 02.01.1943    | 4      | 1  | Bluebird 8630    | B-Seite war die Nummer Hit That Jive Jack. |
| Andy Kirk & his Clouds Of Joy, Vocal Chorus by June Richmond                                      | Hey Lawdy Mama (Meet Me in the Bottom) B. Weaver Easton                                                                    | 26.06.1943    | 8      | 4  | Decca 4405       | Andy Kirks Version des Bluessongs (mit der Vokalistin June Richmond) gingen Versionen u. a. von Bumble Bee Slim (1935), Count Basie (9138), Sammy Price (1940) und Louis Armstrong (1941) voraus. |
| Jay McShann & his Orchestra, Vocal Chorus by Albert Hibbler                                       | Get Me on Your Mind Gus Johnson, John Turns                                                                                | 17.07.1943    | 8      | 7  | Decca 44128      | Altsaxophonist war der junge Charlie Parker. Zum Chor gehörte Al Hibbler. |
| Glenn Miller & his Orchestra                                                                      | Rhapsody in Blue George Gershwin                                                                                           | 23.10.1943    | 8      | 6  | Victor 20-1529   | Solist war Bobby Hackett (Trompete). |
| Lucky Millinder & his Orchestra                                                                   | Apollo Jump Lucky Millinder, Prince Robinson & Ernest Purce                                                                | 13.02.1943    | 16     | 1  | Decca 18 529     | Der Titel wurde dominiert durch das Tenorsaxophon-Solo von Stafford Simon, das dem im Honker-Stil ähnlichen Solo von Illinois Jacquet auf Lionel Hamptons Hit Flying Home um neun Monate zuvorkam. |
| Lucky Millinder & his Orchestra, Vocal Chorus by Trevor Bacon                                     | Sweet Slumber Lucky Millinder, Al J. Neiburg, William Henri Woode                                                          | 11.12.1943    | 3      | 1  | Decca 18569      | Bandvokalist war Trevor Bacon. |
| Lucky Millinder & his Orchestra, Vocal Chorus by Trevor Bacon                                     | When the Lights Go On Again (All Over the World) Bennie Benjemen, Eddie Seiler, Sol Marcus                                 | 26.12.1942    | 8      | 1  | Decca 18 496     | Trevor Bacon war Bandvokalist bei zwei großen Hitsongs von Lucky Millinder, I Want a Big Fat Mama und When the Lights Go on Again All Over the World. |
| The Mills Brothers                                                                                | Paper Doll Johnny S. Black                                                                                                 | 29.05.1943    | 25     | 2  | Decca 20-1519    | Paper Doll war der erfolgreichste Titel, den die Mills Brothers je aufnahmen; er wurde zu ihrer Erkennungsmelodie. |
| Ella Mae Morse with Dick Walters & His Orchestra                                                  | Shoo-Shoo Baby (From the Universal Picture "Three Cheers for the Boys") Phil Moore                                         | 18.12.1943    | 2      | 1  | Capitol 143      | „Shoo-Shoo Baby, als Veröffentlichung von Ella Mae Morse und diesmal vom Dick Walters Orchestra unterstützt, hat etwas von dem Slang des Zweiten Weltkriegs, dessen Text von Phil Moore verfasst wurde, [ein Song] schnell und voller Aufregung. Ella Mae glänzt erneut mit ihrer schwülen Stimme.“                                                                    |
| Jacques Renard & his Orchestra                                                                    | As Time Goes By (Featured in Warner Bros.-Picture "Casablanca") Herman Hupfeld                                             | 24.04.1943    | 1      | 8  | Brunswick 6205   | |
| Dinah Shore with Paul Wetstein & his Orchestra                                                    | You’d Be So Nice to Come Home To (From the Columbia Film "Something To Shout About") Cole Porter                           | 01.05.1943    | 1      | 10 | Victor 18 572    | Version des Stückes aus der Columbia-Produktion Something to Shout About. |
| Freddie Slack & his Orchestra                                                                     | Riffette Gay Jones | 17.04.1943    | 7      | 3  | Capitol 139      | Der Arrangeur Gay Jones schrieb diesen Titel, der nur einmal in den Charts notiert war und nur in dieser Aufnahme vorliegt. |
| Freddie Slack & his Orchestra, Vocal by Ella Mae Morse                                            | Cow-Cow Boogie Don Raye, Gene De Paul                                                                                      | 26.12.1942    | 6      | 6  | Capitol 102      | Eigentlich die B-Seite der Slacks Capitol-Single Here You Are (von Leo Robin & Ralph Rainger), entwickelte sich Cow-Cow Boogie mit der Bandvokalistin Ella Mae Morse zu einem der größten Hits in der Harlem Hit Parade 1942/43. |
| Freddie Slack & his Orchestra, Vocal by Ella Mae Morse                                            | Mr. Five By Five (From Universal's Film Behind the Eight Ball) Don Raye, Gene De Paul                                      | 26.12.1942    | 5      | 2  | Capitol 116      | Bandsängerin war Ella Mae Morse. Ein Song aus dem Universal-Film Behind the Eight Ball (1942, Regie Edward F. Cline), in dem er von Grace McDonald vorgestellt wurde. |
| The Southern Sons                                                                                 | Praise the Lord and Pass the Ammunition Frank Loesser                                                                      | 02.01.1943    | 1      | 9  | Bluebird 30-0806 | „Die ganze Geschichte des Übergangs vom Jubilee zum Gospel wurzelte in den Arrangements der Southern Sons.“ |
| Tampa Red                                                                                         | Let Me Play with Your Poodle Hudson Whittaker                                                                              | 02.01.1943    | 3      | 4  | Bluebird 34-0700 | |
| Beverley White & her Blues Chasers                                                                | Don't Stop Now | 15.05.1943    | 1      | 9  | Decca 20-1519    | Der Bluessong erschien ursprünglich auf dem Plattenlabel Beacon (#111), aufgenommen von dem Verleger und Produzenten Joe Davis. Als Beverly White and her Blues Chasers wurde Beverly White begleitet von Willie The Lion Smith (p), Al Casey (git), möglicherweise auch von Cedric Wallace (kb) New York City, Anfang 1943.                                           |
| Paul Whiteman & his Orchestra, Trombone: Skip Layton, Vocal by Lady Day                           | Trav’lin Light Trummy Young, Johnny Mercer                                                                                 | 26.12.1942    | 13     | 3  | Capitol 116      | (I'm a) Trav'lin Light basierte auf einer Instrumentalnummer von Trummy Young aus den 1930er-Jahren, zu dieser Zeit bei Earl Hines and His Orchestra; Johnny Mercer schrieb später einen Songtext, dessen Titel von Mercers Frau stammte. |
| Sonny Boy Williams & his Orchestra                                                                | Rubber Bounce | 19.06.1943    | 1      | 9  | Decca 8651       | Sonny Boy Williams and his Orchestra – nicht zu verwechseln mit dem Bluessänger und Mundharmonikaspieler Sonny Boy Williamson. |